# The Neon Tour
The Neon Tour es la vigésima gira del dúo británico Erasure del año 2021 con la representación a su álbum The Neon. En la gira, además de presentar el álbum, se presentan algunas canciones que no se tocaban desde hace mucho tiempo.

## Banda
- Andy Bell (Cantante)
- Vince Clarke (Tecladista, guitarrista)
- Valerie Chalmers (Corista)
- Emma Whittle (Corista)

## Temas interpretados
Intro: Joe 90 Theme
1. Chorus
2. Hey Now (Think I Got a Feeling)
3. Fill Us with Fire
4. Sacred
5. The Circus
6. Who Needs Love Like That
7. Nerves of Steel
8. Blue Savannah
9. A Little Respect
10. Turns the Love to Anger
11. Careful What I Try to Do
12. Fly Away
13. Sometimes
14. Save Me Darling
15. Shot a Satellite
16. New Horizons
17. Love to Hate You
18. Love Is a Stranger
19. Drama!
20. Always
21. Stop!
22. Push Me Shove Me
23. Victim of Love

Bis
1. Oh L'amour
2. Chains of Love

## Fechas de la gira
| Día                   | Ciudad      | País        | Lugar                            |
| --------------------- | ----------- | ----------- | -------------------------------- |
| Europa                |             |             |                                  |
| 1 de octubre de 2021  | Glasgow     | Reino Unido | SEC Armadillo                    |
| 2 de octubre de 2021  | Glasgow     | Reino Unido | SEC Armadillo                    |
| 4 de octubre de 2021  | Glasgow     | Reino Unido | SEC Armadillo                    |
| 6 de octubre de 2021  | Edimburgo   | Reino Unido | Usher Hall                       |
| 7 de octubre de 2021  | Edimburgo   | Reino Unido | Usher Hall                       |
| 9 de octubre de 2021  | Mánchester  | Reino Unido | O2 Apollo Manchester             |
| 10 de octubre de 2021 | Mánchester  | Reino Unido | O2 Apollo Manchester             |
| 12 de octubre de 2021 | Cardiff     | Reino Unido | Motorpoint Arena Cardiff         |
| 14 de octubre de 2021 | Bournemouth | Reino Unido | Bournemouth International Centre |
| 16 de octubre de 2021 | Birmingham  | Reino Unido | Utilita Arena Birmingham         |
| 17 de octubre de 2021 | Londres     | Reino Unido | The O2 Arena                     |
| 18 de octubre de 2021 | Brighton    | Reino Unido | Brighton Centre                  |

## Detalles
- Esta gira se está realizando para presentar el álbum The Neon. Se trata de una gira europea-americana. La gira arrancó con 25 temas más una intro (el cover elegido para esta gira es Love Is a Stranger de Eurythmics) y después de solo una fecha, la redujeron a 24 canciones (sacaron New Horizons) y a la siguiente presentación a 23 (sacaron Fly Away).
- En el show en Londres, el coro "Funky Voices" fue invitado a sumarse a la banda en los bises, cantando Oh L'Amour y A Little Respect.
- Se tenía confirmado una segunda etapa de la gira, del cual iba a recorrer Estados Unidos, Sudamérica y nuevas fechas en Europa, sin embargo, semanas antes de empezar, toda la gira terminó siendo cancelada por problemas internos.